# Chrysosoma pulcherrimum
Chrysosoma pulcherrimum är en tvåvingeart som beskrevs av Becker 1922. Chrysosoma pulcherrimum ingår i släktet Chrysosoma och familjen styltflugor. Inga underarter finns listade i Catalogue of Life.